# Busso
Busso là một đô thị ở tỉnh Campobasso trong vùng Molise thuộc nước Ý, có vị trí cách khoảng 10 km về phía tây của Campobasso. Tại thời điểm ngày 31 tháng 12 năm 2004, đô thị này có dân số 1.445 người và diện tích là 23,6 km².
Busso giáp các đô thị: Baranello, Campobasso, Casalciprano, Castropignano, Oratino, Spinete, Vinchiaturo.